# Diakoniekirche Bad Kreuznach

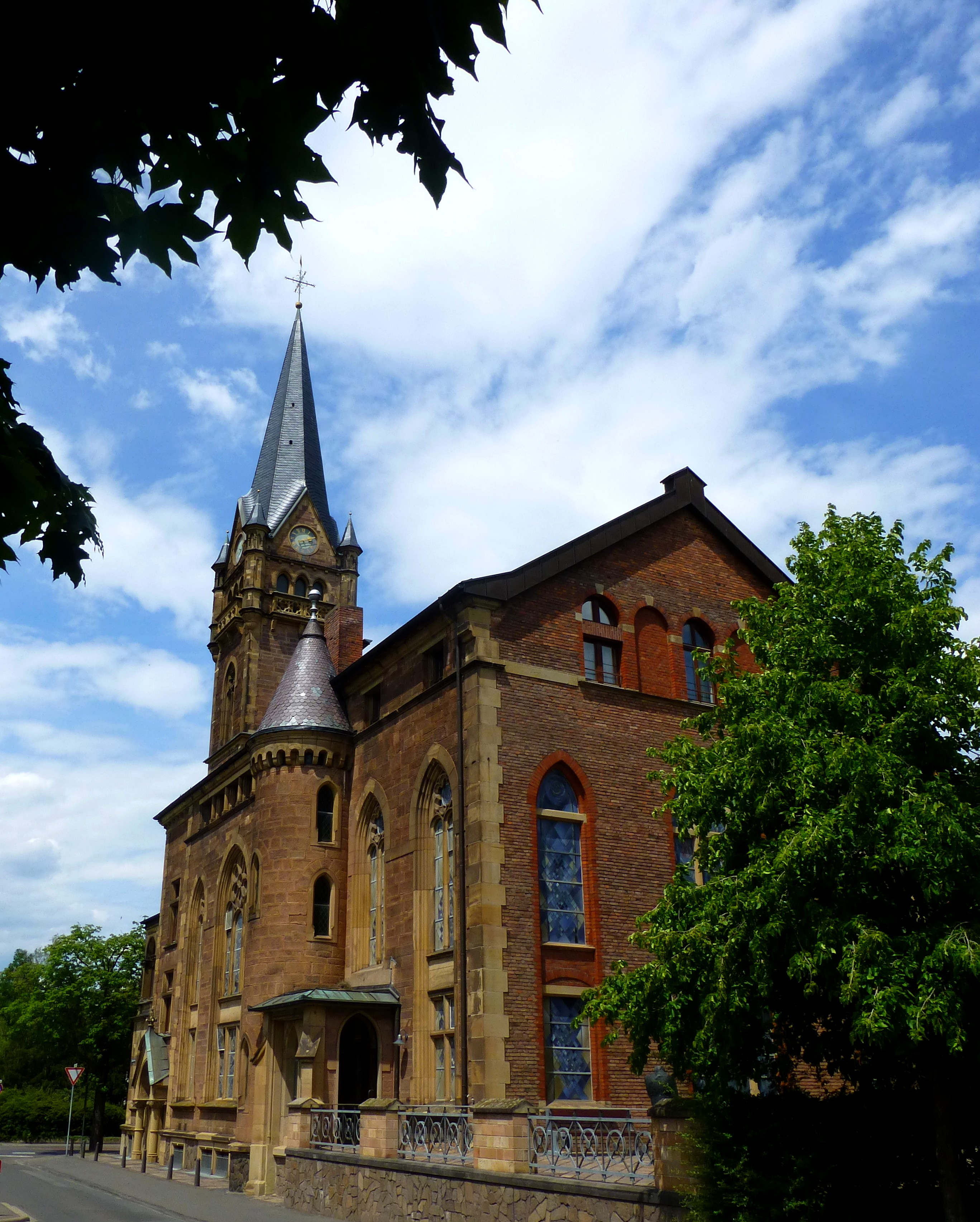
Diakoniekirche

Die Diakoniekirche Bad Kreuznach ist ein denkmalgeschütztes Bauwerk auf dem Gelände der Stiftung kreuznacher diakonie (Denkmalzone „Evangelische Diakonieanstalten“).

## Geschichte

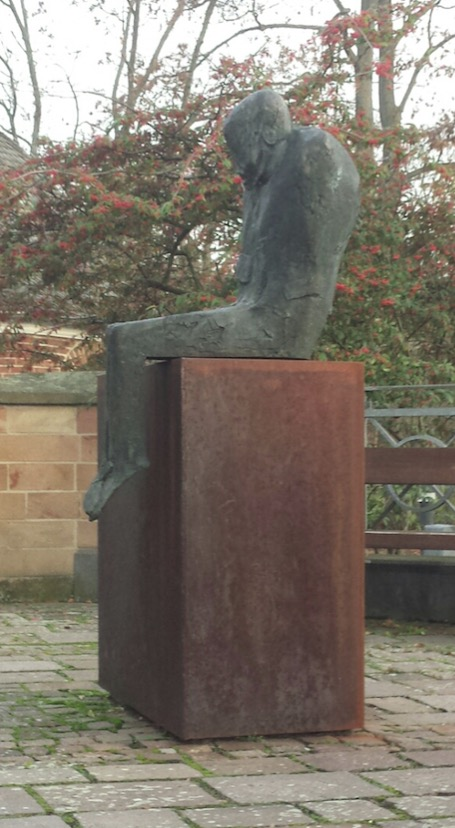
Mahnmal auf dem Kirchvorplatz

Die Diakoniekirche wurde zusammen mit dem Mutterhaus der damaligen Diakonieanstalten nach Plänen des Architekten Friedrich Langenbach gebaut. Der Baubeginn war 1897, der Rohbau wurde 1898 fertig. Die Einweihung der Kirche erfolgte am 27. Mai 1903. Im Zweiten Weltkrieg wurde die Kirche schwer beschädigt. Die Wiederherstellung der Kirche erfolgte unter anderem wegen des gravierenden nachkriegsbedingten Mangels an Handwerkern durch die Diakonissen und Bewohner der Anstalt.

„Augenblicklich wird an unserer zerstörten Kirche das Dach gedeckt. Der Bau wird nicht mehr so hoch wie früher. Die selbst angefertigten Dachziegel wurden von Schwestern und Kindern herangeschleppt, eine Schwester saß sogar auf dem Dachsparren.“

Nach ihrer Wiederherstellung wurde die Kirche am 6. November 1949 wieder eingeweiht. Bei der Wiederherstellung wurden Kanzel und Orgel über dem Altar angeordnet. Von 1979 bis 1980 erfolgte eine grundlegende Neugestaltung des Raumes durch den Architekten Heinrich Otto Vogel aus Trier. Es wurden dabei eine halbrunde Apsis eingefügt und neue Kirchenfenster nach Entwürfen des Glasmalers Alois Plum eingebaut. Die Ausstattung wurde durch ein großes Kreuz aus Bronze nach einem Entwurf von Ulrich Henn und einer weiteren Orgel aus der Werkstatt Rudolf von Beckerath ergänzt. 1981 wurde der Turm mit einer neuen Turmspitze versehen.

## Kirchturm
Im Kirchturm leben seit über 50 Jahren Dohlen, Schleiereulen, Turmfalken, und Fledermäuse. Bei der Renovierung des Kirchturms nach dem Zweiten Weltkrieg wurde von den Diakonissen, Öffnungen für die Tiere gelassen. In den achtziger Jahren wurden zudem Nistkästen installiert. Inzwischen werden die Nistkästen vom Naturschutzbund NABU Bad Kreuznach betreut. 2007 wurde der Kirchturm mit der Plakette Lebensraum Kirchturm ausgezeichnet.

## Kirchenvorplatz

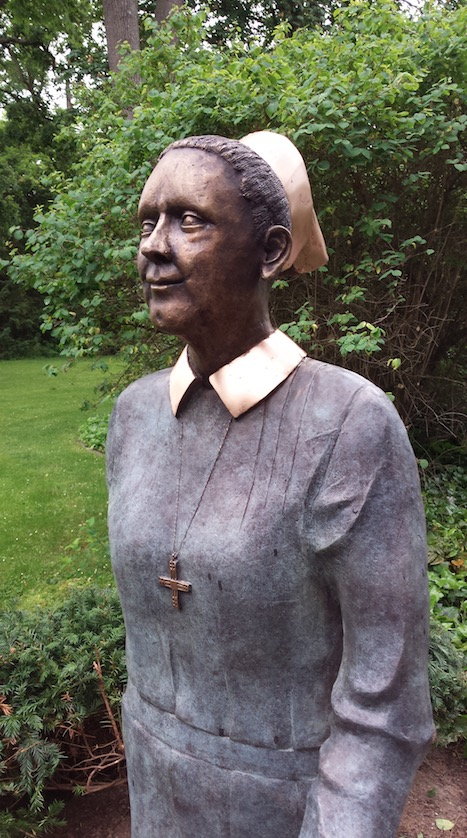
Plastik von Gernot Meyer-Grönhoff

1989 wurde auf dem Kirchvorplatz der Diakoniekirche ein Mahnmal von Thomas Duttenhoefer eingeweiht, welches an die Opfer der Krankenmorde in der Zeit des Nationalsozialismus erinnert. Pfingsten 2019 wurde die Bronzestatue einer Diakonisse von Gernot Meyer-Grönhof auf dem Gelände vor der Kirche installiert.

## Kirchenmusik
Die Kirchenmusik an der Diakoniekirche wird seit 1903 durch die Kreuznacher-Diakonie-Kantorei gepflegt. Erster Chorleiter war August Stern. Von 1914 bis 1919 wirkte Gisbert Enzian als Chorleiter. Seit 1987 ist Kantor Helmut Kickton hier tätig. Unter seiner Leitung entwickelte sich die Diakoniekirche zu einem einflussreichen Zentrum der chorischen Aufführungspraxis.

## Orgeln

### Hauptorgel

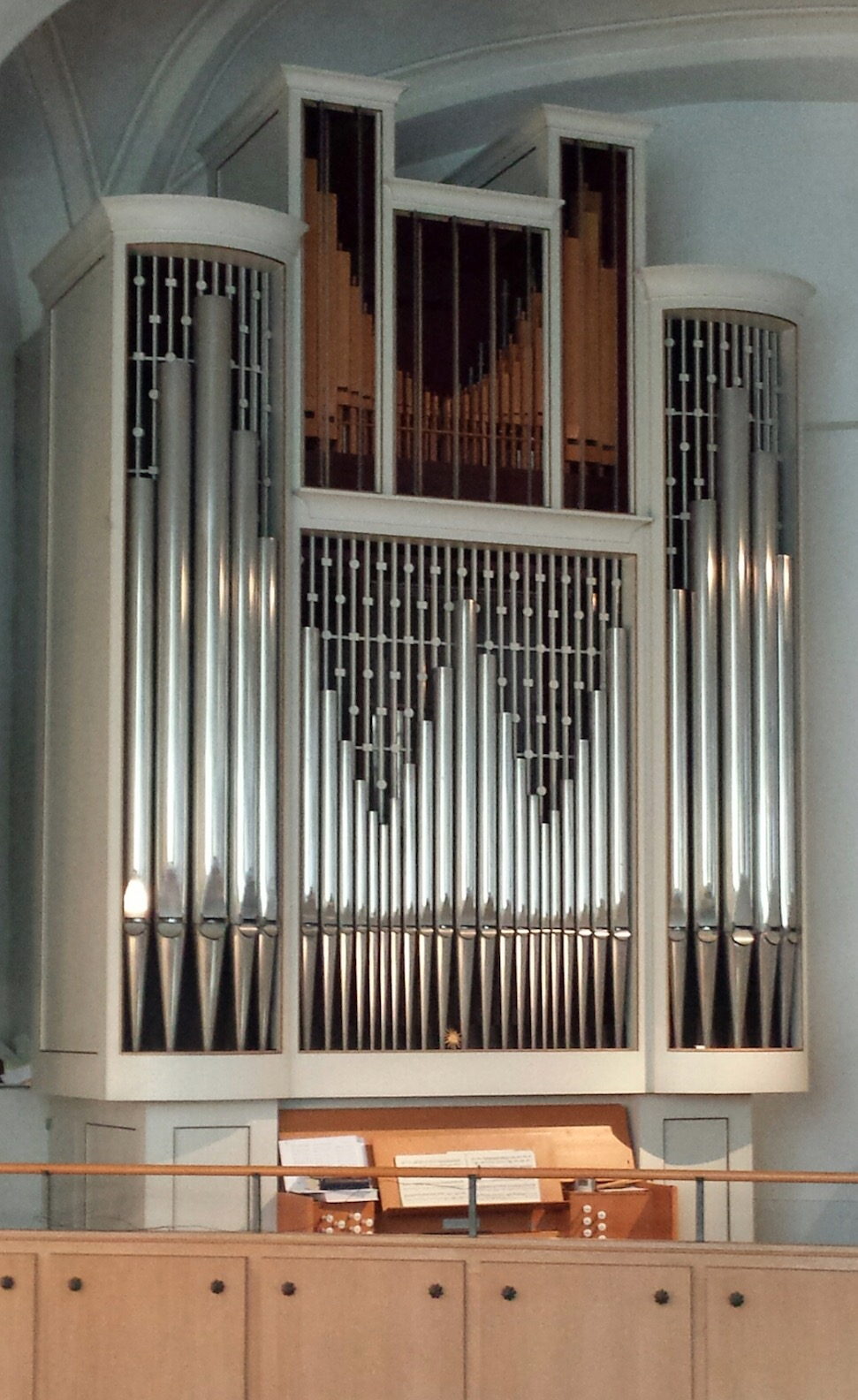
Hauptorgel der Diakoniekirche

Die Orgel wurde 1981 von der Werkstatt Rudolf von Beckerath Orgelbau errichtet. Das Instrument verfügt über 20 Register, die auf zwei Manuale und Pedal verteilt sind. Die Trakturen sind mechanisch, die Windladen als Schleifladen ausgeführt. Die Disposition lautet wie folgt:
| I Hauptwerk C–g3 |       |
| Prinzipal        | 8′    |
| Rohrflöte        | 8′    |
| Oktave           | 4′    |
| Gemshorn         | 4′    |
| Nasat            | 2 ⁄3′ |
| Waldflöte        | 2′    |
| Mixtur IV        | 1 ⁄3′ |
| Trompete         | 8′    |

| II Oberwerk (schwellbar) C–g3 |       |
| Holzgedackt                   | 8′    |
| Blockflöte                    | 4′    |
| Prinzipal                     | 2     |
| Sesquialtera II               |       |
| Quinte                        | 1 ⁄3′ |
| Scharf III                    | 1′    |
| Dulzian                       | 8′    |
| Tremulant                     |       |

| Pedal C–g1     |     |
| Subbass        | 16′ |
| Spitzprinzipal | 8′  |
| Oktave         | 4′  |
| Fagott         | 16′ |

- mechanische  Koppeln: II/I, I/P, II/P
- Spielhilfe: Elektronische Setzeranlage mit 4 Kombinationen

Der Klang der Orgel ist in zahlreichen Mitschnitten auf YouTube dokumentiert. Uraufgeführt wurden hier verschiedene Orgelwerke des amtierenden Kantors, darunter Rockludium und Diptychon. Eine der ersten deutschen Einspielungen des Prélude et fugue en si majeur von Marcel Dupré fand ebenfalls auf dieser Orgel statt.

### Chororgel

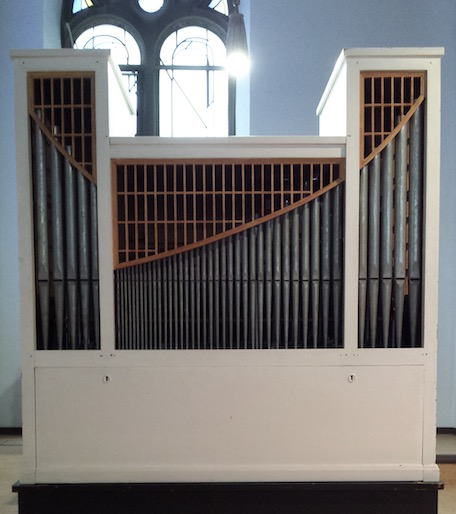
Chororgel der Diakoniekirche

Die Chororgel wurde 1954 von Rudolf von Beckerath gebaut.
| Manual C–f3 |       |
| Gedackt     | 8′    |
| Rohrflöte   | 4′    |
| Prinzipal   | 2′    |
| Quinte      | 1 ⁄3′ |
| Scharf III  |       |